# Stazione di Martina Franca-Colonne Grassi
La stazione di Martina Franca Colonne Grassi è una fermata ferroviaria al servizio del comune di Martina Franca, posta sulla linea Bari-Taranto. Gestita dalle Ferrovie del Sud Est, è entrata in servizio nel 1992, a servizio dei vicini istituti scolastici locati presso la zona Pergolo di Martina Franca.

## Servizi
La fermata dispone di:
- Area per l'attesa

- Accessibilità per portatori di handicap

## Movimento
La stazione è servita dai treni regionali svolti dalle Ferrovie del Sud Est nella relazione Martina Franca - Taranto della linea 1.